# Coleomethia
Coleomethia is een kevergeslacht uit de familie van de boktorren (Cerambycidae). De wetenschappelijke naam van het geslacht werd voor het eerst geldig gepubliceerd in 1940 door Linsley.

## Soorten
Coleomethia omvat de volgende soorten:
- Coleomethia australis Hovore, 1987
- Coleomethia bezarki Galileo & Martins, 2009
- Coleomethia chemsaki Hovore, 1987
- Coleomethia crinicornis Hovore, 1987
- Coleomethia mexicana Chemsak & Linsley, 1964
- Coleomethia xanthocollis (Knull, 1935)